# Grimstrup Sogn
Grimstrup Sogn ist eine Kirchspielsgemeinde (dän.: Sogn)  im südlichen Dänemark. Bis 1970 gehörte sie zur Harde Skast  Herred im damaligen Ribe Amt, danach zur Helle Kommune im erweiterten Ribe Amt, die im Zuge der  Kommunalreform zum 1. Januar 2007 in der „neuen“  Esbjerg Kommune in der Region Syddanmark aufgegangen ist. Der flächenmäßig größere Teil des Kirchspiels liegt auf dem Gebiet der Varde Kommune, der Hauptort Grimstrup auf dem Gebiet der Esbjerg Kommune. Am 1. Oktober 2010 wurde der ehemalige Kirchenbezirk Rousthøje Kirkedistrikt im Grimstrup Sogn mit der Abschaffung der dänischen Kirchenbezirke ein selbständiges Sogn Rousthøje Sogn.
Grimstrup krat ist der größte erhaltene Eichenwald Dänemarks. Das Ryttergraven fra Grimstrup (Reitergrab von Grimstrup) ist das reichste Wikingergrab in Südwestjütland.

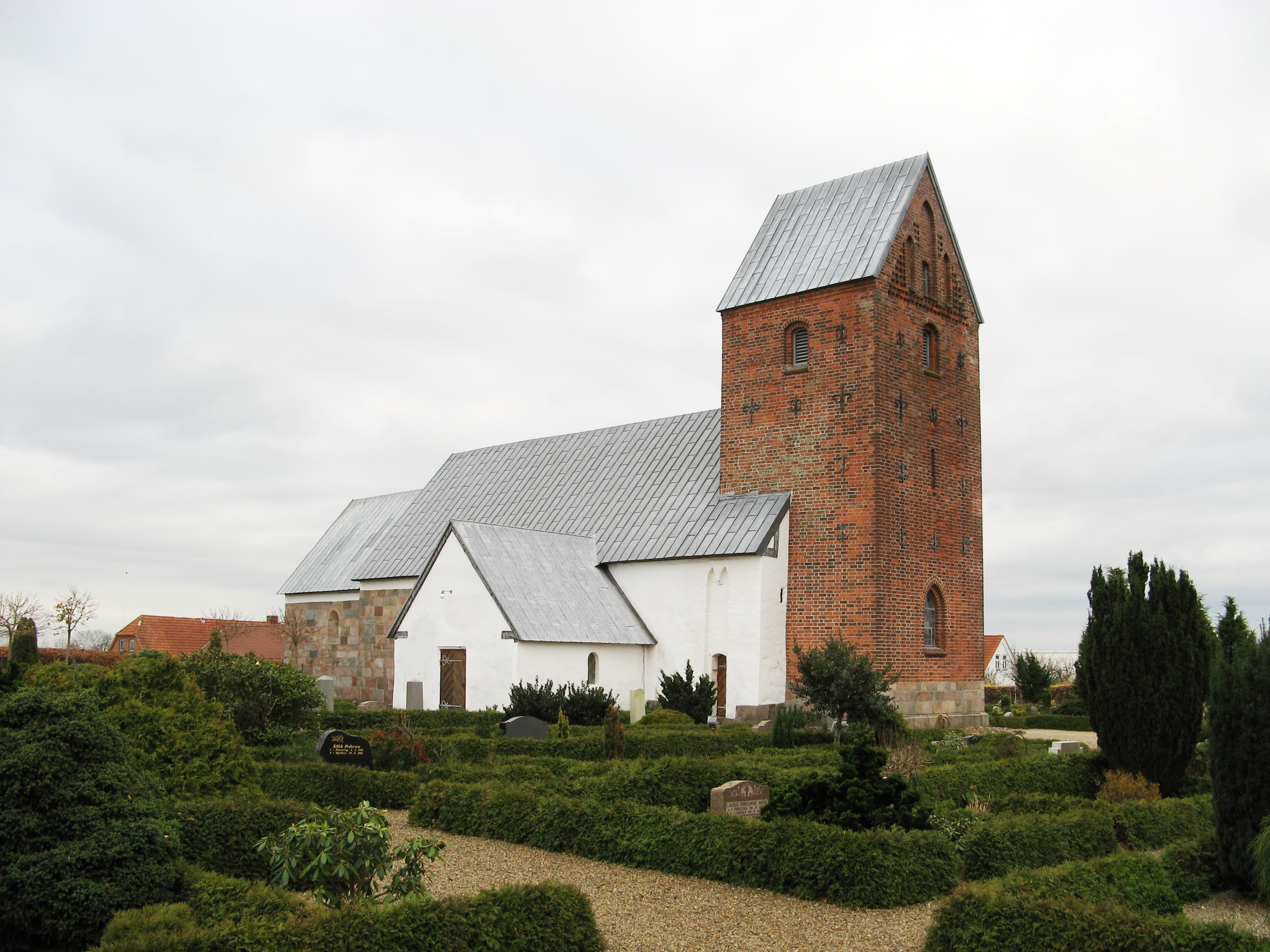
Grimstrup Kirke

Im Kirchspiel leben 979 Einwohner, davon 572 im Kirchdorf (Stand:1. Januar 2023). Im Jahre 2008 (dem letzten Jahr, in dem Danmarks Statistik die Einwohnerzahlen für jede Kommune separat ausgewiesen hat) lebten 688 Einwohner  des Kirchspiels auf dem Gebiet der Esbjerg Kommune und 777 auf dem Gebiet der Varde Kommune. Im Kirchspiel liegt die „Grimstrup Kirke“.